# 援助章
援助章（阿拉伯語：النصر，羅馬化：an-naṣr，意為「幫助」或「[神聖]支持」），是古蘭經的第110章（蘇拉），共3節（阿亞）。
۝ 當真主的援助和勝利降臨，
۝ 而你見到眾人成群結隊地投入真主的宗教時，
۝ 你應當讚頌你的主超絕萬物，並且向他求饒，他確是至宥的。
援助章在英文中可譯為「勝利」或「幫助」。這是繼考賽爾章之後第二短的蘇拉。雖然忠誠章的阿拉伯語單詞比援助章更少，但它有四節經文。

## 經文與釋義

### 經文與轉寫
- 哈夫斯傳自阿西姆·本·艾比·納朱德

بِسْمِ ٱللَّهِ ٱلرَّحْمَٰنِ ٱلرَّحِيمِ ۝‎

إِذَا جَآءَ نَصْرُ ٱللَّهِ وَٱلْفَتْحُ ۝١‎
¹ 
وَرَأَيْتَ ٱلنَّاسَ يَدْخُلُونَ فِى دِينِ ٱللَّهِ أَفْوَاجًا ۝٢‎
² 
فَسَبِّحْ بِحَمْدِ رَبِّكَ وَٱسْتَغْفِرْهُ ج إِنَّهُۥ كَانَ تَوَّابًۢا ۝٣‎
³ 
- 瓦爾什傳自麥地那的納菲爾

بِسۡمِ اِ۬للَّهِ اِ۬لرَّحۡمَٰنِ اِ۬لرَّحِيمِ ۝‎

إِذَا جَآءَ نَصۡرُ اَ۬للَّهِ وَالۡفَتۡحُ ۝١‎
¹ 
وَرَأَيۡتَ اَ۬لنَّاسَ يَدۡخُلُونَ فِے دِينِ اِ۬للَّهِ أَفۡوَاجًا ۝٢‎
² 
فَسَبِّحۡ بِحَمۡدِ رَبِّكَ وَاسۡتَغۡفِرۡهُ ج إِنَّهُۥ كَانَ تَوَّابًۢا ۝٣‎
³ 

### 中文譯本
1
當真主的援助和勝利降臨時，

2
你看見眾人成群結隊地信奉真主的宗教時，

3
你應當讚頌你的主超絕萬物，並且向他求饒，他確是至宥的。

 1 當真主的援助和勝利來臨時， 
 2 你看見眾人成群結隊地加入真主的宗教時， 
 3 你應當讚頌你的主，並向他求饒。他確是至宥的。 

 ---- 
 1 當真主的援助和勝利來臨時， 
 2 你看見眾人成群結隊地信奉真主的宗教時， 
 3 你應當讚頌你的主，並向他求饒。他確是至宥的。 

 ---- 
 1 當真主的援助和勝利來臨時， 
 2 你看見眾人成群結隊地信奉真主的宗教時， 
 3 你應當讚頌你的主，並向他求饒。他確是至宥的。 

 ---- 

## 概要
- 1–3 命令讚美真主賜予伊斯蘭的勝利 [6]

本章讚美真主引導眾人皈依伊斯蘭。本章也被稱為「勝利章」，指的是穆斯林戰勝伊斯蘭的敵人、征服麥加的勝利。
本章談論的正是這場戰役。據說在這場戰役後，人們意識到穆斯林之所以從未失敗，是因為真主與他們同在，於是許多人加入了伊斯蘭教。
根據伊本·凱西爾經注，本章相當於古蘭經的四分之一。這是最後被啟示的蘇拉，僅在穆罕默德去世前幾個月被降示。
第一節經文意味著在真主的幫助下，穆斯林取得了勝利。
第二節經文意味著戰役後，成群的人們開始接受伊斯蘭教。
第三節經文意味著真主允許人們加入伊斯蘭教，並給予他們改過自新的機會，無論他們曾經犯下多麼嚴重的罪行，因為真主是至宥的。

## 外部連結
- 古蘭經第110章 （页面存档备份，存于） 清晰古蘭經譯本
- 阿卜杜拉·優素福·阿里的作品  - 古騰堡計劃
- 古蘭經 （页面存档备份，存于），阿卜杜拉·優素福·阿里 （页面存档备份，存于）譯
- 古登堡計劃中的三個譯本 （页面存档备份，存于）